# 케플러-438b

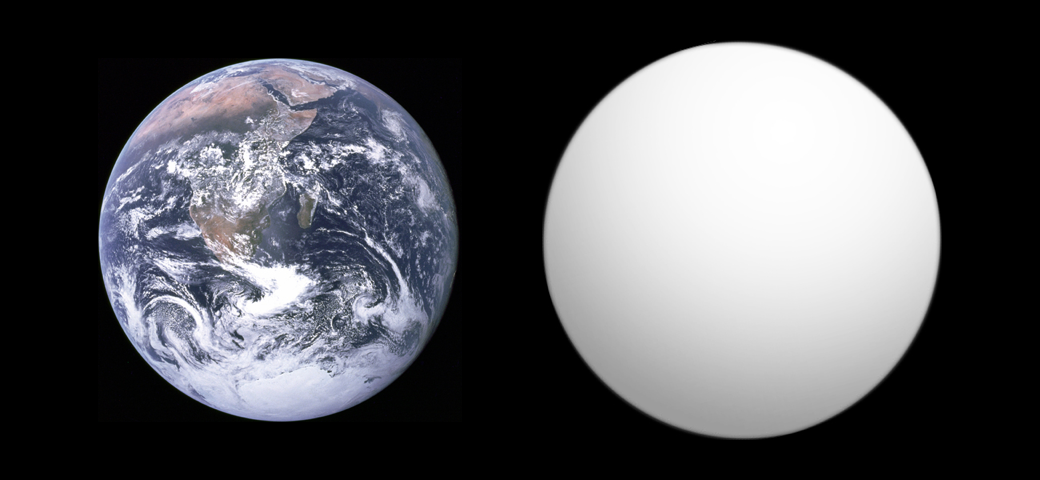
케플러-438b(오른쪽)와 지구의 비교

케플러-438b(Kepler-438b)는 적색왜성 케플러-438을 생명체 거주가능 영역에서 도는 외계 행성이다. 지구 크기의 1.4배 정도의
행성으로 지구 유사도 지수가 0.88에 달한다.
하지만 최근, 슈퍼 플레어에 의해 대기가 파괴된다는 사실이 밝혀져 생명체가 살 가능성이 적다고 여겨진다.

## 같이 보기
- 적색왜성계의 생명체 거주가능성